# Gerbilliscus inclusus
Gerbilliscus inclusus é uma espécie de gerbilo, um roedor da família Muridae.
Pode ser encontrada nos seguintes países: Moçambique, Tanzânia e Zimbabwe.
Os seus habitats naturais são: savanas úmidas.